# Celekoksib
Celekoksíb  je zmerno selektivni zaviralec ciklooksigenaze 2 (koksib = ciklooksigenazni inhibitor) za zdravljenje revmatoidnega artritisa, osteoartitisa, ankilozirajočega spondilartritisa, akutne bolečine pri odraslih, bolečih menstruacijah in juvenilnega revmatoidnega artritisa pri bolnikih, starejših od dveh let.
Med neželenimi učinki uporabe celekoksiba je 37-odstotno povečanje tveganja za pojav pomembnih žilnih dogodkov, kot so srčna kap, možganska kap in smrt zaradi krvožilnih dogodkov. Zato se celekoksib ne sme uporabljati pri bolnikih z zvečanim tveganjem za srčno-žilne bolezni. Za 81 % se poveča tveganje tudi za pojav zapletov zgornjih prebavil, kot so predrtje želodca, krvavitev iz prebavil ali zapora prebavil. Tveganje za pojav omenjenih zapletov na prebavilih je sicer zvečano tudi pri uporabi drugih nesteroidnih protivnetnih antirevmatikov. Julija 2015 je ameriški Urad za prehrano in zdravila izdal še močnejše opozorilo glede tveganja za pojav srčne ali možganske kapi, ki ga lahko poveča uporaba nesteroidnih protivnetnih antirevmatikov.
Zdravilo celekoksib je utržilo podjetje Pfizer pod zaščitenim imenom Celebrex (v nekaterih državah Celebra) za zdravljenje artritisa in pod zaščitenim imenom Onsenal za zdravljenje polipov pri familiarni adenomatozni polipozi. Orsenal je Pfizer umaknil s tržišča. Na trgu je v obliki kapsul. Celekoksib je na voljo le na recept. V Sloveniji je registriran in na tržišču pod tržnim imenom Celebrex, registrirana so pa tudi že generična zdravila.

## Klinična uporaba
Celekoksib je indiciran pri odraslih za simptomatsko zdravljenje osteoartroze, revmatoidnega artritisa in ankilozirajočega spondilitisa. Uporablja se tudi za zdravljenje drugih bolečinskih stanj, in sicer akutne bolečine, bolečine v mišicah in sklepih, bolečih menstruacij ter juvenilnega revmatoidnega artritisa pri otrocih, starejših od dveh let in s telesno teže več kot 10 kilogramov.
Pri lajšanju pooperativne bolečine je primerljivo učinkovit z ibuprofenom. Nasploh je pri lajšanju bolečine njegova učinkovitost podobna kot pri paracetamolu in slednji je tudi zdravilo izbora pri zdravljenju osteoartritisa. Vendar pa je lahko paracetamol neučinkovit pri lajšanju bolečine zaradi osteoartritisa kolena ali kolka.

### Familiarna adenomatozna polipoza
Evropska unija je marca 2003 odobrila celekoksib je pod zaščitenim imenom Orsenal kot dopolnilno terapijo za zmanjšanje števila črevesnih polipov pri familiarni adenomatozni polipozi, vendar je zdravilo prejelo začasno dovoljenje za promet z zahtevo, da v določenem roku imetnik dovoljenja dostavi dodatna dokazila o varnosti in učinkovitosti. Marca 2011 je podjetje Pfizer Evropsko komisijo obvestil o nameri o prostovoljnem umiku dovoljenja za promet za zdravilo Orsenal, in sicer zaradi pomanjkanja podatkov o varnosti in učinkovitosti. Gre namreč za redko bolezen in zaradi majhnega števila bolnikov, vključenih v klinične raziskave, imetnik dovoljenja za promet z zdravilom ni mogel zagotoviti dovolj podatkov. Zdravilo sicer v Sloveniji ni bilo utrženo. 
Celekoksib sicer kaže učinkovitost pri zmanjševanju števila polipov, ni pa jasno, ali tudi zmanjša tveganje za pojav raka.

### Duševne bolezni
Nekateri podatki kažejo na učinkovitost celekoksiba pri lajšanju številnih psihiatričnih motenj, kot so velika depresivna motnja, bipolarna motnja in shizofrenija.

## Neželeni učinki
- Srčno-žilni zapleti: nesteroidni protivnetni antirevmatiki nasploh so povezani s povečanim tveganjem za pojav resnih in potencialno smrtnih srčno-žilnih trombotičnih dogodkov, vključno s srčno in možgansko kapjo. Pred uvedbo zdravljenja s temi zdravili mora zato zdravnik ovrednotiti tveganje za srčno-žilne zaplete pri vsakem bolniku. Pride lahko do pojava ali poslabšanja povišan krvni tlak|povišanega krvnega tlaka. Pri bolnikih je zato treba redno spremljati krvni tlak in ta zdravila uporabljati previdno. Povzročijo lahko tudi zastajanje natrija in vode v telesu, zato je potrebna previdnost pri bolnikih z edemi ali srčnim popuščanjem. Pri otrocih dolgoročnih tveganj za srčno-žilne zaplete niso ovrednotili. Nesteroidne protivnetne antirevmatike je treba uporabljati v najmanjših učinkovitih odmerkih in čim krajši čas. Pri bolnikih s povečanim tveganje za srčno-žilne dogodke je treba razmisliti o drugih mogočih oblikah zdravljenja.[22]
- Neželeni učinki na prebavila: nesteroidni protivnetni antirevmatiki lahko tudi povečajo tveganje za nastanek hudih razjed v prebavilih, krvavitev iz prebavil in predrtja prebavil, ki je lahko tudi smrtno. Omenjeni hudi neželeni učinki na prebavila se lahko pojavijo kadarkoli med zdravljenjem in tudi brez predhodnih opozorilnih znakov. Potrebna je previdnost pri uporabi pri bolnikih, ki so že imeli zaplete na prebavilih (kot so krvavitve ali razjede), ki se hkrati zdravijo z aspirinom, antikoagulanti oziroma kortikosteroidi, pri kadilcih, alkoholikih, starostnikih in pri onemoglih bolnikih. Tudi zaradi tveganja za neželene učinke na prebavila se priporoča uporaba najnižjih še učinkovitih odmerkov in čim krajši čas ter pri bolnikih s povečanim tveganjem razmisliti o drugih oblikah zdravljenja. Priporoča se tudi sočasna uporaba gastroprotektivnih zdravil, kot so zaviralci protonske črpalke.[3]
- Neželeni učinki na krvne celice: pojavi se lahko slabokrvnost, zato je treba pri bolnikih, ki prejemajo zdravilo dlje časa, spremljati hemoglobin ali hematokrit. Celekoksib načeloma ne vpliva na protrombinski čas in število krvnih ploščic ter v odobrenih odmerkih ne zavira agregacije krvnih ploščic.

### Preobčutljivostna reakcija
Celekoksib v svoji strukturi vsebuje sulfonamidno enoto in lahko zato pri bolnikih, preobčutljivih na sulfonamide, povzroči preobčutljivostno reakcijo. Povzroči lahko tudi preobčutljivost pri bolnikih, ki so preobčutljivi tudi na katerega od drugih nesteroidnih protivnetnih antirevmatikov, vendar se reakcije na koži pri bolnikih, ki so v preteklosti razvili kožne preobčutljivostne reakcije po uporabi aspirina ali neselektivnega nesteroidnega protivnetnega antirevmatika, po uporabi celekoksiba pojavijo le redko (v okoli 4 % primerov). Kot drugi nesteroidni protivnetni antirevmatiki lahko tudi celekoksib povzroči hude reakcije na koži, kot so eksfoliativni dermatitis, Stevens-Johnsonov sindrom in toksična epidermalna nekroliza. Take hude kožne reakcije se lahko pojavijo brez predhodnih opozorilnih znakov in tudi pri bolnikih brez znane preobčutljivosti na sulfonamide. Če se pri bolniku pojavi izpuščaj ali drug znak preobčutljivosti, je treba z zdravljenjem takoj prenehati. 

### Srčna in možganska kap
Koksibi, med katere spada celekoksib, povečajo tveganje za pomembne srčno-žilne zaplete za okoli 37 %. Podatki kažejo, da tveganje povečajo tako specifični kot nespecifični zaviralci cikloosigenaze, vendar obstajajo razlike med posameznimi učinkovinami. Na primer pri naproksenu podatki ne kažejo o znatnem povečanju tveganja. Najmočnejši dokazi o povezavi z resnimi srčno-žilnimi zapleti so pri učinkovini rofekoksib, ki so ga zato leta 2004 umaknili s tržišča. Leta 2007 je ameriško združenje  American Heart Association posvarilo pred uporabo koksibov pri bolnikih z znanim povečanim tveganjem za srčno-žilne zaplete; pri takih bolnikih se lahko koksibi uporabijo le, če druge možnosti zdravljenja niso ustrezne, zdravljenje pa mora potekati v najnižjih učinkovitih odmerkih in čim krajši čas."
Celekoksib je v primerjavi z drugimi koksibi relativno varno zdravilo glede srčno-žilnega tveganja. Druge učinkovine iz te skupine, na primer rofekoksib, izkazujejo značilno veje tveganje za pojav srčne kapi. Po obsežnem pregledu podatkov je ameriški Urad za prehrano in zdravila aprila 2005 objavil izsledke, da je povečano tveganje za srčno-žilne bolezni verjetno značilnost vseh nesteroidnih protivnetni zdravil. V metaanalizi randomiziranih kliničnih raziskav leta 2006 so zaključili, da so preučili učinek zaviralcev ciklooksigenaze 2 na srčno-žilne dogodke, vendar niso ugotovili statistično značilnega povečanega tveganja v primerjavi z neselektivnimi zaviralci ciklooksigenaze ali celo placebom. Leta 2016 so v randomizirani klinični raziskavi nadalje ugotovili, da celekoksib ne izkazuje inferiornega profila varnosti glede srčno-žilnih zapletov v primerjavi z ibuprofenom ali naproksenom.

## Mehanizem delovanja

### Protivnetno delovanje
Celekoksib je selektivni reverzibilni zaviralec encima ciklooksigenaze 2 (COX-2) in tako zavira pretvorbo arahidonske kisline v predhodniške oblike prostaglandina.Zato deluje protivročinsko, protibolečinsko in protivnetno. Neselektivni nesteroidni protivnetni antirevmatiki, kot so aspirin, naproksen in ibuprofen, zavirajo obe izoobliki ciklooksigenaze, COX-1 in COX-2. Zaviranje COX-1, na katerega celekoksob v terapevstkih odmerkih ne vpliva, povzroči inhibicijo proizvodnje prostaglandinov in tromboksana A2, ki je aktivator krvnih ploščic. COX-1 je konstitutivni encim, ki ima tudi vlogo pri obrambi sluznice prebavil, hemodinamiki v ledvicah in trombogenezi. COX-2 pa se izraža le v celicah, ki so udeležene v vnetne procese, njegovo izražanje namreč poveča prisotnost bakterijskih lipopolisaharidov, citokinov, rastnih dejavnikov in tumorskih promotorjev.
Celekoksib okoli 10–20-krat močneje zavira COX-2 kot COX-1. S polarno sulfonamidno stransko verigo se veže na hidrofilno žepno regijo v bližini vezavnega mesta encima COX-2. V teoriji selektivno zaviranje COX-2 omogoča koksibom protivnetno in protibolečinsko delovanje (zaradi zaviranja COX-2) ob minimalnem vplivu na prebavila (npr. povzročanje razjed), ki je značilen za neselektivne zaviralce ciklooksigenaze (zaradi sočasnega zaviranja COX-1).

### Protirakavo delovanje
Njegova uporaba pri zaviranju nastanka črevesnih polipov je temeljila na vplivu na gene in aktivacijske poti, ki so pomembni pri vnetnih in rakavih procesih v tumorjih, ne pa tudi v zdravem tkivu.
Celekoksib se veže na kaderin-11, kar bi lahko razložilo njegov učinek na upočasnitev napredovanja raka.